# マカラカル島
マカラカル島は太平洋のパラオコロール州南西部にある島。コロール島とペリリュー島の間にあり、マカラカル群島のと呼ばれる島々のひとつ。コロール島との間にはウルクターブル島、ペリリュー島との間にはカープ島がある。南東部にエルマルク半島と呼ばれる場所があり、そこからエルマルクとも呼ばれる。パラオの裾礁のコロールから23km南東に位置している。
木が密に茂っており、三日月形をしており、長さ6km、幅4.5km程度である。10を超える小さな湖があり、特に東部のジェリーフィッシュレイクは良く知られている。
マカラカル島は現在無人であるが、過去には村が1つあり、1200年から1450年までは3つの村があった。

## 註
1. ↑  http://www.nps.gov/pwro/piso/peleliu/figure18.htm#figure18
2. ↑  http://www.nps.gov/pwro/piso/peleliu/pelrocki.htm#lagoon